# 二乙基乙酰胺
二乙基乙酰胺是一种有机化合物，化学式为C6H13NO。它可由二乙胺和乙酸酐或N-乙酰氧基丁二酰亚胺反应制得。在催化剂的存在下，它可以被氢气还原为三乙胺。